# Charles Leickert
Charles Henri Joseph Leickert (Bruxelas, 22 de setembro de 1818 - Mainz, 5 de dezembro de 1907) foi um pintor de paisagens holandesas. Como especialista em paisagens de inverno, ele explorou as nuances do céu noturno e do amanhecer.

## Biografia
Charles Leickert aprendeu pintura pela primeira vez em Haia sob a supervisão dos pintores paisagistas Bartholomeus van Hove, Wijnand Nuijen e Andreas Schelfhout, entre muitos outros. Leickert se especializou em cenas de inverno, às vezes romantizando o céu em azuis claros e rosas brilhantes, mas é igualmente conhecido por suas inúmeras paisagens urbanas. Ele pintou quase todas as suas obras na Holanda, em Haia de 1841 a 1846 e em Amsterdã de 1849 a 1883. Em 1856, ele se tornou membro da Royal Academy of Amsterdam. Aos 71 anos, mudou-se para Mainz, Alemanha, onde morreu em dezembro de 1907.

## Galeria

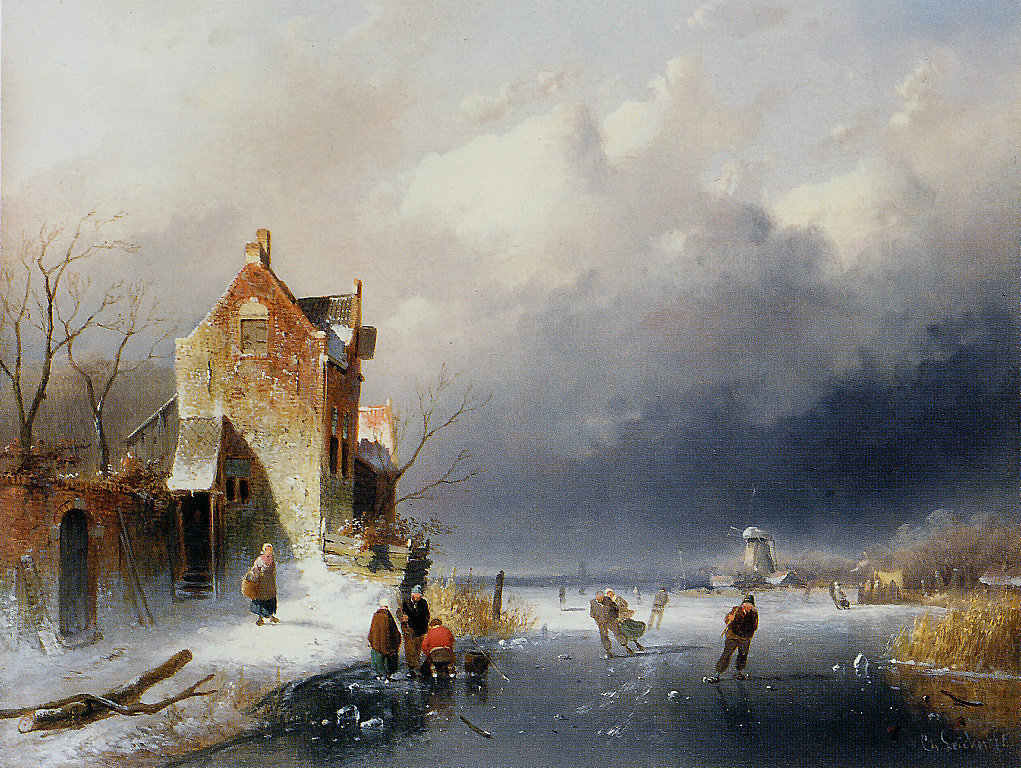
Vista de gelo com patinadores
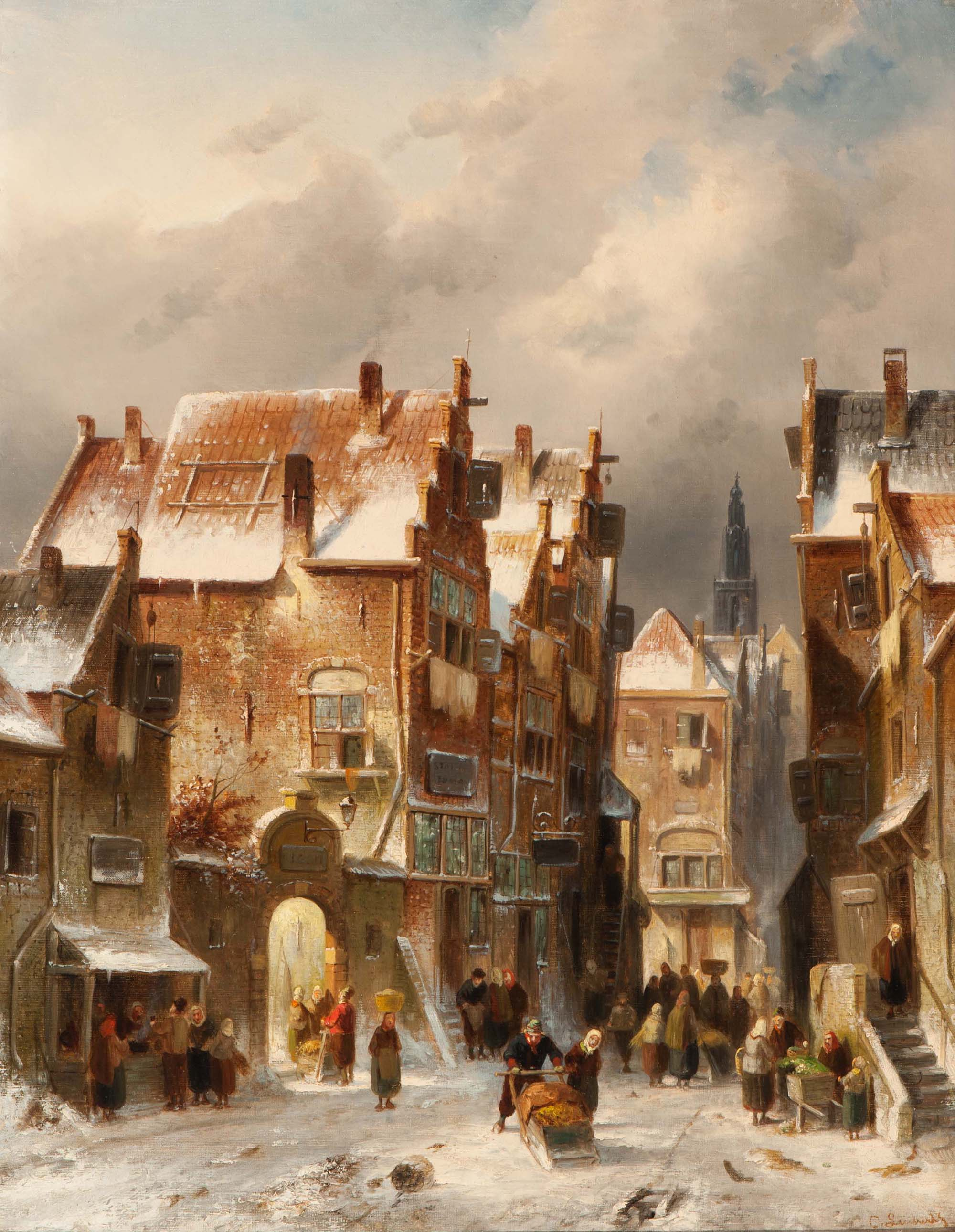
Rua nevada em Haarlem de Charles Leickert